# Amadiya
Amadiya (in curdo Amêdî‎; in arabo: العمدية, in italiano Amàdia) è una città nell'Iraq settentrionale, nel Governatorato di Dahuk, situata a pochi km dalla frontiera turca nel Kurdistan iracheno. Amadiya è anche uno dei 5 distretti in cui è diviso il governatorato. Secondo un calcolo del 2013 la città ha una popolazione di 4.043 abitanti.
La città fino al 2020 ha dato il nome a un'eparchia della Chiesa cattolica caldea, anche dopo che la sua sede era stata trasferita a Dihok.